# Trachyzelotes holosericeus
Trachyzelotes holosericeus är en spindelart som först beskrevs av Simon 1878.  Trachyzelotes holosericeus ingår i släktet Trachyzelotes och familjen plattbuksspindlar. Inga underarter finns listade i Catalogue of Life.